# Asien
Asien är jordens största och mest folkrika världsdel. Gränsen mellan Europa och Asien anses vanligen gå genom Uralbergen, Uralfloden, Kaspiska havet, Kaukasus, Svarta havet, Bosporen, Marmarasjön och Dardanellerna. Gränsen mellan Asien och Afrika anses normalt vara Sueznäset och Röda havet. Omkring 62 procent av världens befolkning bor i Asien, varav enbart kring 3 procent bor i norra och innersta delen, det vill säga Mongoliet, de centralasiatiska länderna Kazakstan, Uzbekistan, Turkmenistan, Kirgizistan och Tadzjikistan, de kinesiska provinserna Xinjiang, Tibet, Qinghai och ryska Sibirien.
Då världsdelar delvis definieras genom kulturgeografi, det vill säga på grundval av kulturell samhörighet, och inte genom geologi, råder det en skillnad mellan Asien som världsdel och som geografisk kontinent. Asien och Europa befinner sig på samma kontinent och denna heter Eurasien. Världsdelen Asien omfattar en del av den Eurasiatiska kontinenten, närmare bestämt ett område från Sinaihalvön, Turkiet och Uralbergen i väster till Berings Sund, Japan, Taiwan, Filippinerna och Indonesien i öster. 
Idén om att den gamla världen har tre kontinenter går tillbaka till antiken. Namnet Asien härleds från de uråldriga civilisationerna i Mellanöstern. Asien var under Romarriket benämning på en romersk provins som låg i dagens Turkiet. Betydelsen för namnet Asien har senare kommit att utsträckas till att omfatta hela området från Sinaihalvön, Turkiet och Uralbergen i väster till Berings sund, Japan, Taiwan, Filippinerna och Indonesien i öster.

## Etymologi
Ordet Asien kommer via latin från den antika grekiskans Ἀσία, ett namn som för första gången nedtecknades cirka 440 f.Kr. av Herodotos. Under Antiken refererade Asien till Mindre Asien (varav en del utgjorde den romerska provinsen Asia) eller för att beskriva Persiska riket. Även tidigare kände Homeros till en trojansk allierad vid namn Asios Hyrtakides, som var son till Hyrtacus, som var en regent över flera städer. Homeros beskriver även ett träsk vid namn Ἄσιος i Iliaden. Den grekiska termen är möjligen tagen från Assuwa, som var en konfederation av stater i västra Anatolien under 1300-talet f.Kr. Det hettitiska prefixet assu- (bra) spelade förmodligen in där.
En annan teori är att ordet har ett semitiskt ursprung och kommer från det akkadiska ordet aṣū, som betyder "att stiga" och då skulle referera till solens riktning vid soluppgång. Den här teorin hör ihop med en liknande etymologin för Europa, som skulle komma från participformen ereb (från verbet erēbu) som betyder "solnedgång, kväll, mörker, väster". Dessa etymologier förutsätter ett Mellanöstern-perspektiv.
En tredje teori är det assyriska (akkadiska) ordet "asu", som betyder öst, till skillnad från det feniciska ordet "ereb" för Europa.

## Historia
Asien var den andra kontinent som nåddes av människan, som hade sitt ursprung i Afrika. Det var också i Asien de första stadskulturerna uppstod - i Mesopotamien, Indusdalen, Persien och Kina.

## Geografi

### Allmänt
Asien utgör ungefär en tredjedel av jordens totala landyta, även om den exakta ytan beror på hur man definierar kontinentens gränser. Om man inkluderar Ryssland öster om Uralbergen och Kaukasus, men räknar bort Nya Guinea, omfattar Asien en yta på 44 614 000 km2. Kontinentens ytterpunkter definieras vanligen som Kap Tjeljuskin i centrala Sibirien i norr, Kap Piai på Malackahalvön i syd, Kap Baba i Turkiet längst i väst och Kap Dezjnov längst i öst.
Asien är till ytan världens största världsdel, och upptar två tredjedelar av superkontinenten Eurasien, som förutom Asien även består av Europa. Gränsen mellan världsdelarna definieras vanligen som en linje från Uralbergen och utmed Kaspiska havets kust, förbi Kaukasusbergen och genom Bosporensundet i Turkiet.
Asien inrymmer en stor geografisk mångfald. De norra delarna, främst Sibirien, visar flera såväl geografiska som geologiska likheter med Nordamerika och norra Europa, och utgörs av tundra, myrar, barrskogar (taigan), sjöar och bergskedjor, och den långa kusten mot Norra ishavet i norr är starkt påverkad av den arktiska inlandsisen, som bildat trånga vikar, fjordar, skärgårdar och myrmarker.
Söder om taigan finns den eurasiska stäppen, ett stort slättland med inlandsklimat, gräs- och buskvegetation och sparsamt med träd.

### Hydrografi

#### Sjöar
Världens största insjö, Kaspiska havet är endorheisk (har inga utflöden) och är belägen på gränsen mellan Asien och Europa, mellan länderna Iran, Azerbajdzjan, Ryssland, Kazakstan och Turkmenistan. Maxdjupet i sjön är cirka 1 025 meter. Dess vatten är bräckt med en salthalt på ungefär en tredjedel av den hos havsvatten.
Kaspiska havet är jordens största insjö, med en yta på 374 000 kvadratkilometer och en volym på 78 200 kubikkilometer.
Bajkalsjön i södra Sibirien är Eurasiens näst största sjö och världens djupaste insjö med ett största djup på 1642 meter. Den innehåller sötvatten och tack vare sitt djup är den världens största sötvattensjö sett till volymen. Den innehåller runt 20 procent av världens sötvatten som är tillgängligt som ytvatten. Bajkalsjön ligger på en höjd av 455 meter över havet. Den finns på Unescos lista över världsarv sedan 1996 på grund av sin rika och delvis endemiska flora och fauna.
Asiens tredje största sjö är Balchashsjön i Kazakstan. Aralsjön mellan Kazakstan och Uzbekistan var tidigare Asiens andra och jordens fjärde största insjö men har till stor del torkat ut.

#### Floder
Från Himalaya och den tibetanska högplatån rinner stora floder i alla riktningar. Yangtze i Kina är Asiens längsta flod och rinner ut i Östkinesiska havet nära Shanghai. Gula floden rinner genom norra Kina och mynnar ut i Bohaihavet. Mekong rinner söderut genom en rad länder och mynnar ut i Sydkinesiska havet söder om Ho Chi Minh-staden i Vietnam. Indus, Ganges och Bramaputra rinner upp mycket nära varandra och tar olika vägar genom den indiska subkontinenten ut i olika delar av Indiska oceanen.
Från bergen i norra Mongoliet rinner Ob, Irtysj, och Jenisej och från Bajkalssjön Lena norrut genom Sibirien mot Norra ishavet. Amur rinner österut i gränslandet mellan Sibirien och norra Kina.

### Topografi

#### Berg
Världens högsta bergskedja, Himalaya, återfinns i Asien och bildades genom att den indiska subkontinenten fördes norrut av kontinentaldriften och kolliderade med den eurasiska kontinenten.
Jordens tre högsta bergstoppar finns i bergskedjan Himalaya: Mount Everest (8 848 meter över havet) på gränsen mellan Kina och Nepal, K2 i Kashmir (8 611 meter över havet) och Kangchenjunga (8 586 meter över havet) på gränsen mellan Indien och Nepal.
Bildexempel på naturtyper:

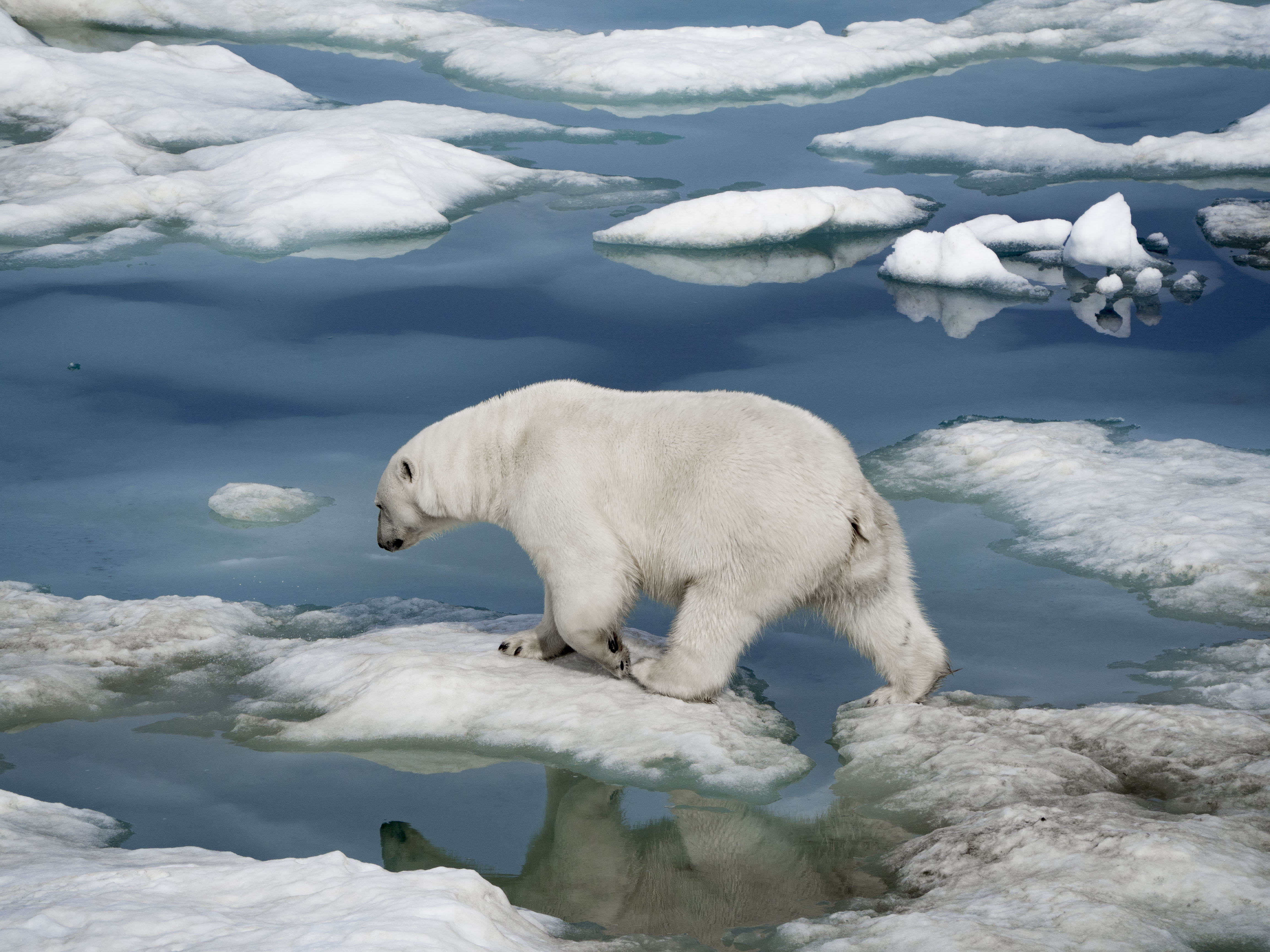
Isbjörn på Wrangels ö utanför Sibirien
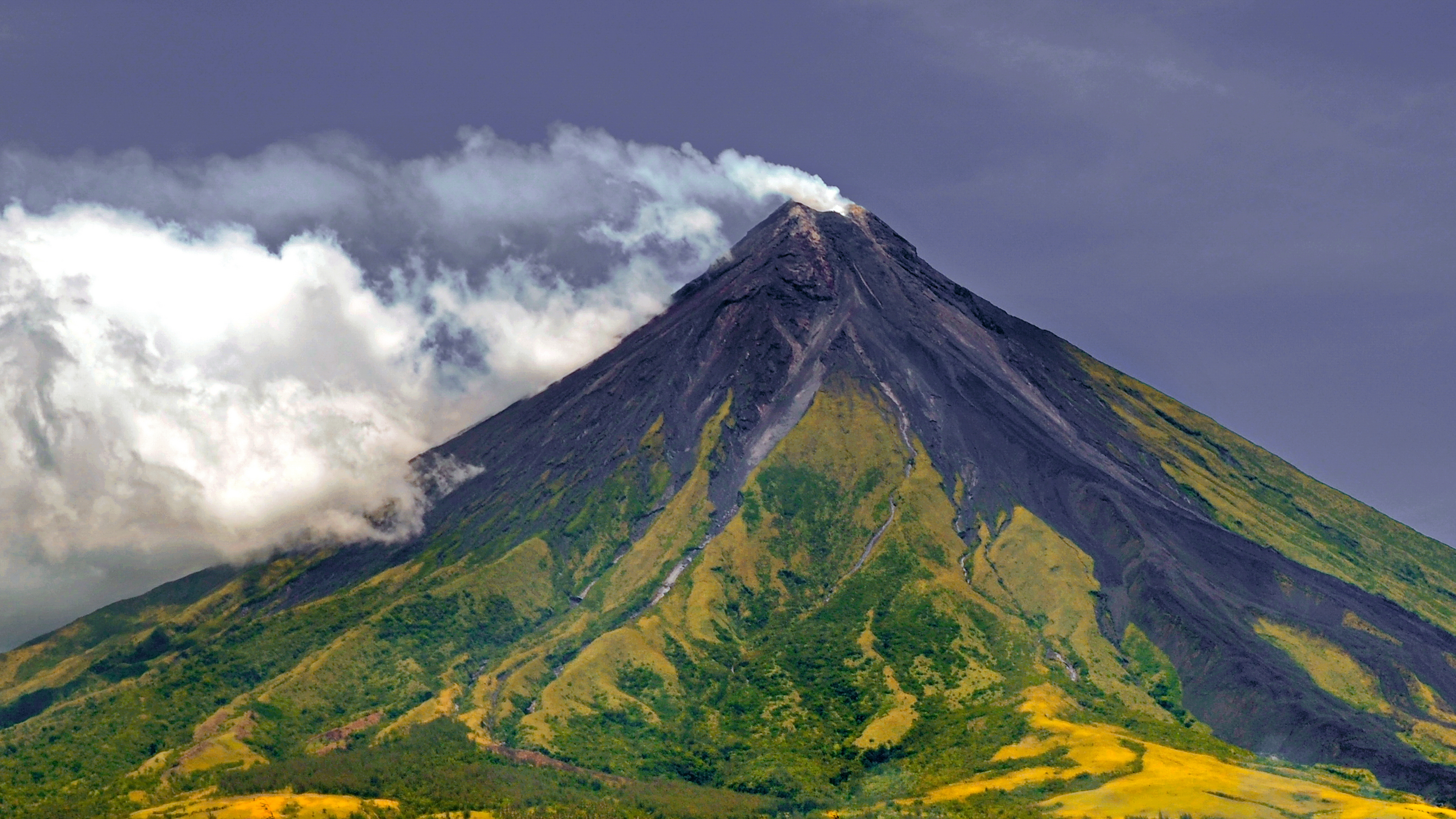
Natur runt vulkanen Mayon på ön Luzon i Filippinerna.
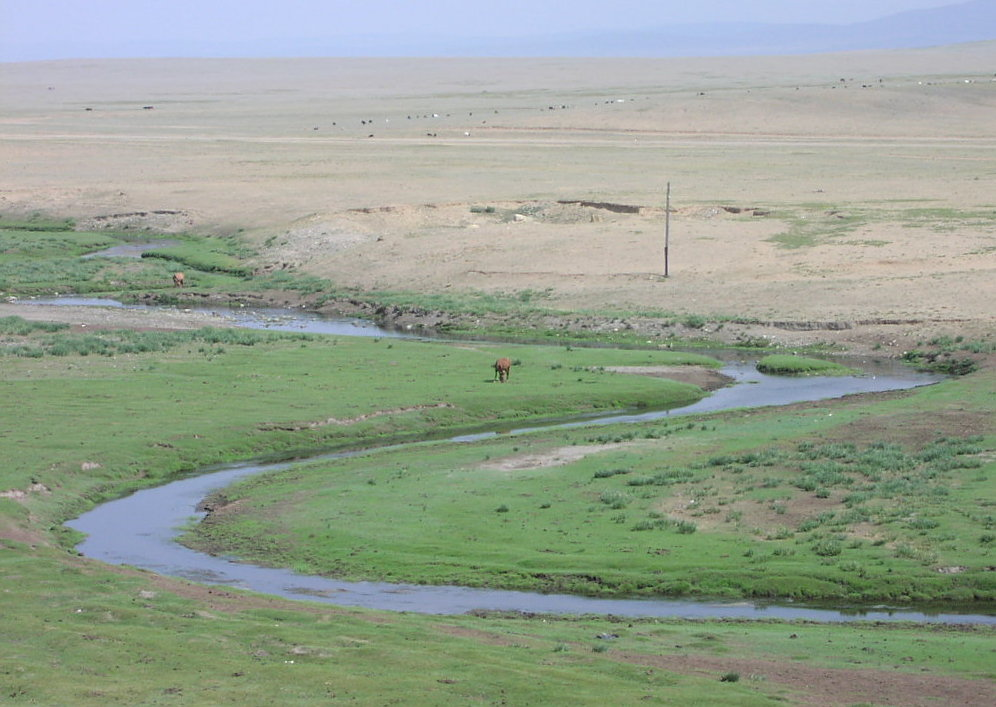
Gräsmarksområde i östra eurasiska stäppen.
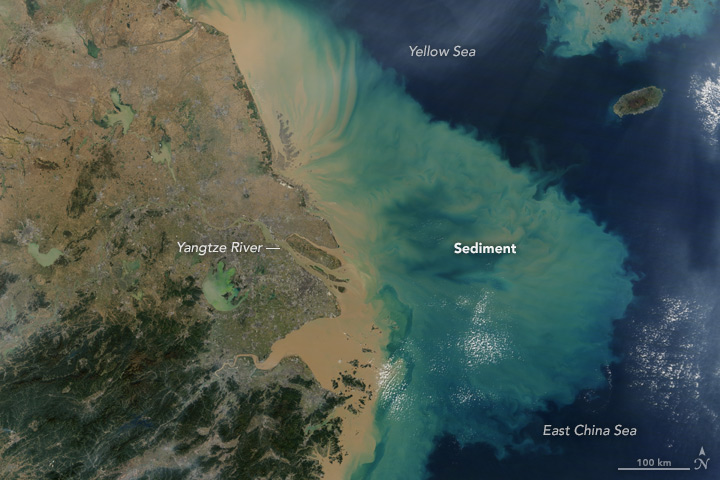
Yangtzes utlopp i Sydkinesiska havet.
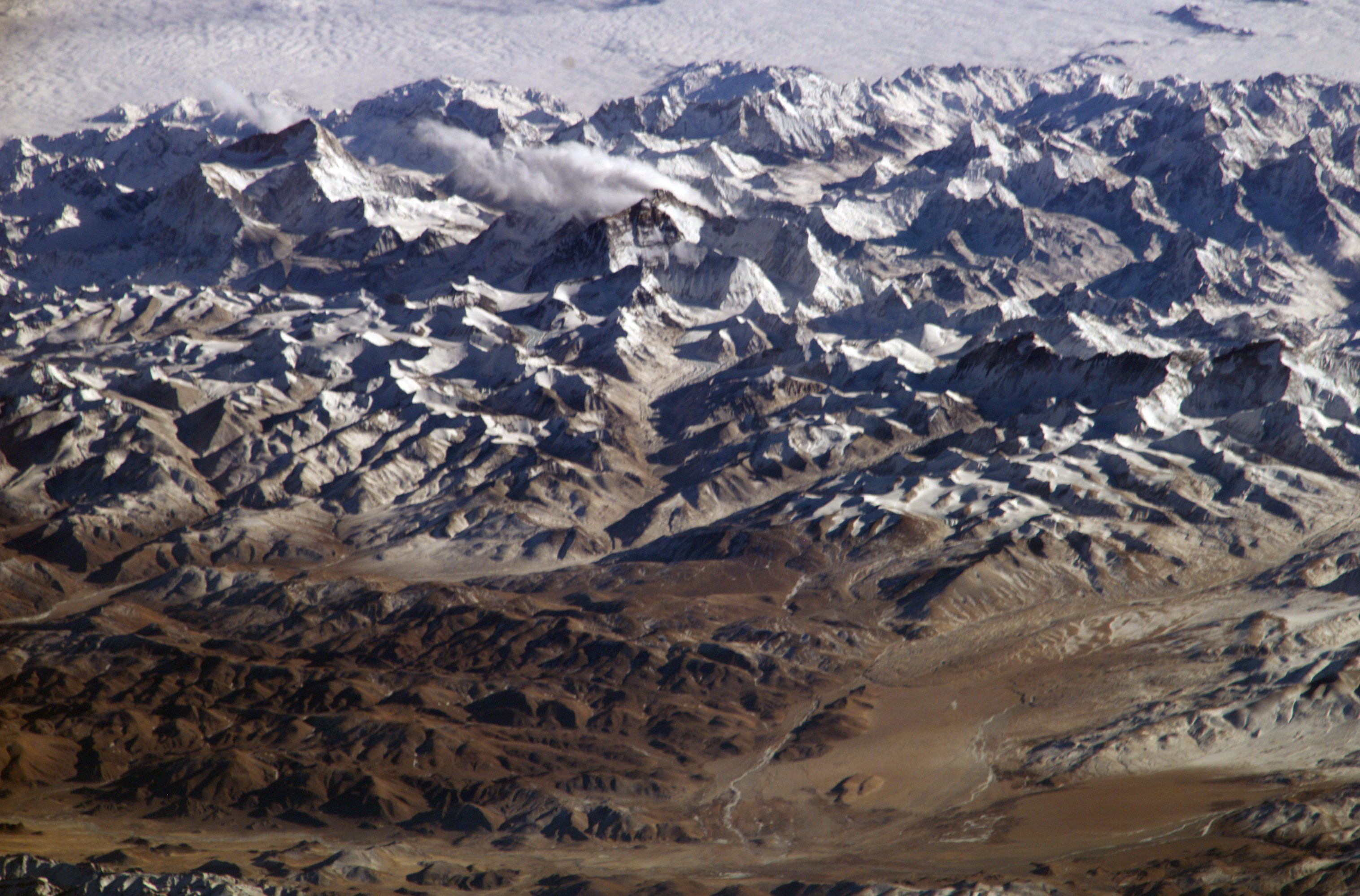
I bergskedjan Himalaya finns några av jordens högsta toppar.

### Områden

#### Norra Asien
Denna term är ovanlig hos geografer men refererar oftast till Rysslands asiatiska del, som är mer känd som Sibirien. Ibland inkluderas även norra delar av andra asiatiska länder, såsom Kazakstan, i norra Asien.

#### Centralasien
Det finns ingen absolut definition på hur denna term ska användas. Generellt syftar Centralasien på:
- de forna sovjetiska centralasiatiska staterna, det vill säga Kazakstan (förutom delen av landet som ligger i Europa), Uzbekistan, Tadzjikistan, Turkmenistan och Kirgizistan.
- Mongoliet, Inre Mongoliet, Xinjiang och Tibet i västra Kina.
- Afghanistan inkluderas ibland.[25]
- före detta sovjetstater i asiatiska Kaukasien (inkluderas sällan).
- Iran inkluderas ibland.
- Pakistan inkluderas sällan.

#### Östasien
Området kallas även Fjärran östern. Detta område inkluderar:
- Önationerna Taiwan och Japan i Stilla havet.
- Nord- och Sydkorea på Koreahalvön.
- Kina men ibland enbart dess östra delar (se ovan).

Ibland inkluderas även Mongoliet och Vietnam i Östasien. I mer informella sammanhang inkluderas även ibland Sydostasien i begreppet Östasien.

#### Sydostasien
Denna region inkluderar Malackahalvön, Indokina samt öar i Indiska oceanen och Stilla havet. Staterna regionen inkluderar är:
- I Indokina; Myanmar, Thailand, Laos, Kambodja och Vietnam.
- Malaysia, Brunei, Filippinerna, Singapore, Indonesien och Östtimor. Staten Malaysia delas i två av Sydkinesiska havet, och har därmed både en del på fastlandet och en ödel (på Borneo).

#### Sydasien (ellerIndiska halvön)
Sydasien kallas ibland Indiska halvön. Regionen inkluderar:
- staterna runt Himalaya, nämligen Indien, Pakistan, Nepal, Bhutan och Bangladesh.
- östaterna i Indiska oceanen, Sri Lanka och Maldiverna.
- Afghanistan inkluderas ibland.[26]

#### Sydvästasien (eller Västra Asien)
Denna region kallas även Mellanöstern, som är en vanligare term i Europa och Amerika. Sydvästasien inkluderar:
- Anatolien (Mindre Asien), som utgörs av Turkiet.
- Irak.
- Levanten, som inkluderar Syrien, Libanon, Israel, Palestina och Jordanien.
- Östaten Cypern i Medelhavet.
- Sinaihalvön, den asiatiska delen av Egypten.
- Arabiska halvön, som inkluderar Saudiarabien, Kuwait, Förenade arabemiraten, Bahrain, Qatar, Oman och Jemen.
- Kaukasusregionen, som inkluderar Armenien, en liten bit av Ryssland, och nästan hela Azerbajdzjan.
- Iranska platån, som inkluderar Iran och delar av andra stater.
- Afghanistan inkluderas ibland.[27]

## Ekonomi

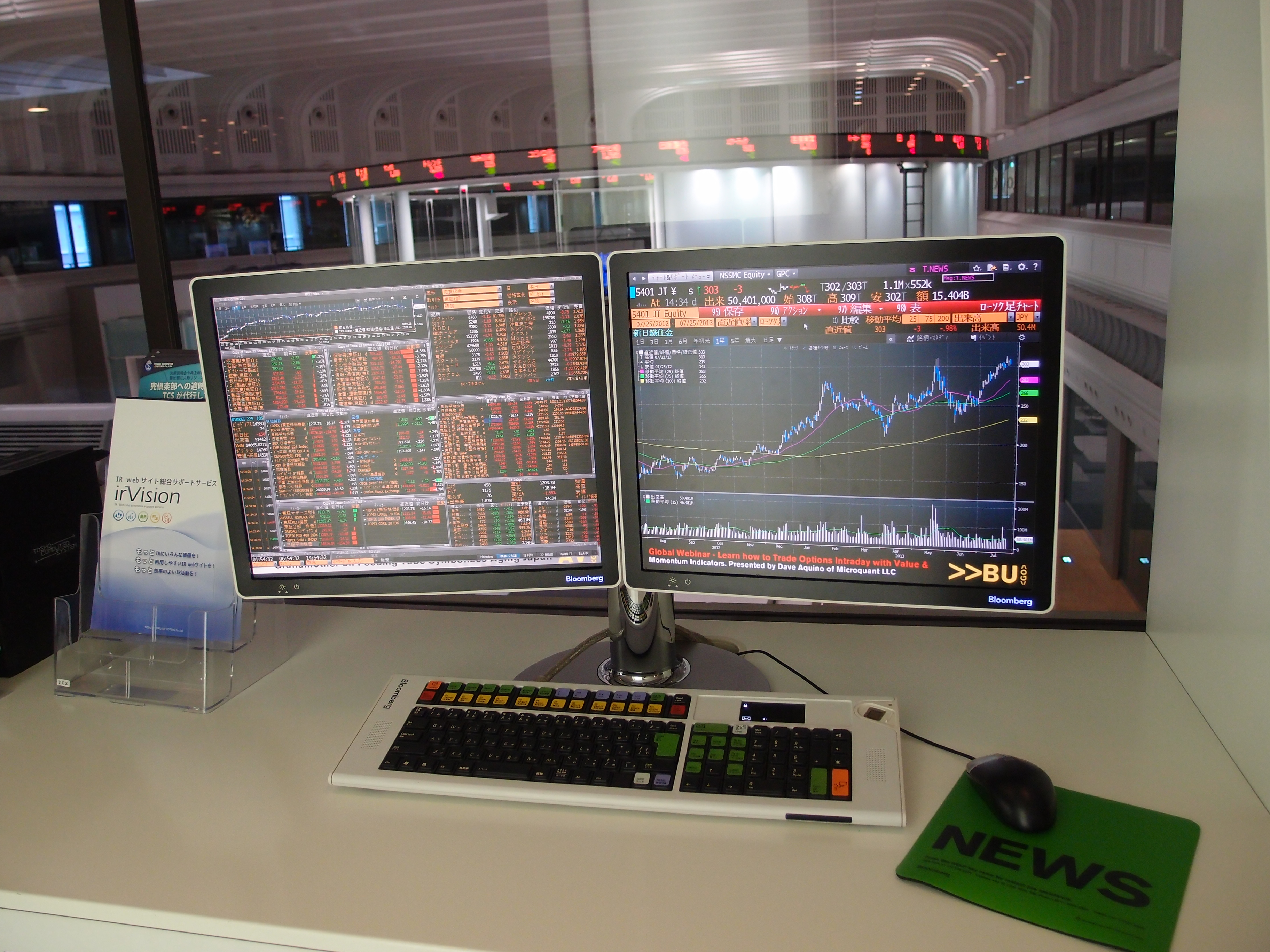
Tokyobörsen 25 juli 2013.

Räknat efter köpkraftsbaserad BNP är Asiens största ekonomi Japan. Efter år 2000 har Japans, Kinas och Indiens ekonomier varit stadda i kraftig tillväxt, och alla tre har ofta noterat en årlig tillväxt på över 6 procent. År 2020 var Kina efter USA världens största ekonomi, följt av Japan, Tyskland och Indien som världens tredje, fjärde och femte största ekonomier. Räknat efter nominell BNP är Kina Asiens största nationella ekonomi och världens näst största.
Ekonomisk tillväxt i Asien mellan slutet av andra världskriget och 1990-talet var koncentrerad till länderna kring Stilla havet samt oljeländerna i sydväst, och det är först på senare år stark tillväxt spridits även till andra regioner. Under slutet av 1980-talet och det tidiga 1990-talet var Japans ekonomi nästan lika stor som resten av kontinentens tillsammans. 1995 var Japans ekonomi (dvs dess inhemska omsättning av pengar och dess produktion) nästan i nivå med USA:s, efter att den japanska valutan stigit till sitt högsta värde någonsin.  Sedan dess har dock Japans valuta stabiliserats och Kina har vuxit till att bli Asiens största ekonomi, följt av Japan och sedan antingen Sydkorea eller Indien på tredje plats, beroende av vilken källa som används.

## Länder och områden

### Asiens självständiga stater i alfabetisk ordning
Enligt Förenta Nationernas indelning tillhör följande stater Asien:
| - Afghanistan (huvudstad: Kabul) - Armenien (huvudstad: Jerevan) - Azerbajdzjan (huvudstad: Baku) - Bahrain (huvudstad: Manama) - Bangladesh (huvudstad: Dhaka) - Bhutan (huvudstad: Thimphu) - Brunei (huvudstad: Bandar Seri Begawan) - Cypern (huvudstad: Nicosia) - Filippinerna (huvudstad: Manila) - Förenade arabemiraten (huvudstad: Abu Dhabi) - Indien (huvudstad: New Delhi) - Indonesien (huvudstad: Jakarta) - Irak (huvudstad: Bagdad) - Iran (huvudstad: Teheran) - Israel (huvudstad: Jerusalem) - Japan (huvudstad: Tokyo) | - Jemen (huvudstad: Sanaa) - Jordanien (huvudstad: Amman) - Kambodja (huvudstad: Phnom Penh) - Kazakstan (huvudstad: Astana) - Kina (huvudstad: Peking) - Kirgizistan (huvudstad: Bisjkek) - Kuwait (huvudstad: Kuwait) - Laos (huvudstad: Vientiane) - Libanon (huvudstad: Beirut) - Malaysia (huvudstäder: Kuala Lumpur, Putrajaya) - Maldiverna (huvudstad: Malé) - Mongoliet (huvudstad: Ulan Bator) - Myanmar (huvudstad: Naypyidaw) - Nepal (huvudstad: Katmandu) - Nordkorea (huvudstad: Pyongyang) - Oman (huvudstad: Muskat) | - Pakistan (huvudstad: Islamabad) - Qatar (huvudstad: Doha) - Ryssland (huvudstad: Moskva) - Saudiarabien (huvudstad: Riyadh) - Singapore (huvudstad: Singapore) - Sri Lanka (huvudstäder: Colombo, Sri Jayawardenapura) - Sydkorea (huvudstad: Seoul) - Syrien (huvudstad: Damaskus) - Tadzjikistan (huvudstad: Dusjanbe) - Taiwan (huvudstad: Taipei) - Thailand (huvudstad: Bangkok) - Turkiet (huvudstad: Ankara) - Turkmenistan (huvudstad: Asjchabad) - Uzbekistan (huvudstad: Tasjkent) - Vietnam (huvudstad: Hanoi) - Östtimor (huvudstad: Dili) |

### Särskilda områden
- KRG – Kurdistans regionala regering i södra Kurdistan (Norra Irak)
- Brittiska territoriet i Indiska oceanen
- Hongkong
- Macao
- Palestinska myndigheten
- Nordcypern

### Europa eller Asien?
Ryssland har största delen av sin yta i Asien, det mesta definierat som Sibirien. De politiskt, ekonomiskt och befolkningsmässigt viktigaste delarna av landet ligger dock i Europa (väster om Uralbergen), och där har också Ryssland som land sin historiska bakgrund. Detta gör att landet ibland ändå räknas som en del av Europa.
Storbritannien har numera endast kvar små delar av sitt tidigare brittiska imperium. I Asien återstod 2024 endast Akrotiri och Dhekelia och Brittiska territoriet i Indiska oceanen inklusive ön Diego Garcia.
Följande asiatiska länder är medlemmar av organisationer med tydlig europeisk identitet:
- Europarådet: Armenien, Azerbajdzjan, Turkiet
- Europeiska unionen: Cypern